# Абду-л-Захир
Абду-л-Захир (другие транскрипции — Абдул Захир, Абдуз Захир; 23 мая 1910, Пагман — 21 октября 1982) — государственный деятель Афганистана.

## Образование
Окончил лицей «Хабибия» в Кабуле (1931), Колумбийский университет (США), доктор медицины. В 1954—1955 учился в университете Джонса Хопкинса (США) по специальности «статистика и управление», получил степень магистра.

## Карьера
- С 1944 — директор муниципальной больницы в Кабуле
- С 1949 — личный врач короля Захир Шаха.
- С 1951 — заместитель министра здравоохранения.
- С 1956 — министр здравоохранения в правительстве Мухаммеда Дауда.
- С 1958 — посол в Пакистане.
- С 1961 по 1968 — спикер нижней палаты парламента.
- В 1964 — председатель комиссии по подготовке проекта Конституции, заместитель председателя Лойя джирги, принявшей новую Конституцию страны.
- С 1964 — первый заместитель премьер-министра, министр здравоохранения в правительстве Мухаммеда Юсуфа.
- С 1969 по 1971 — посол в Италии.
- С июня 1971 по декабрь 1972 — премьер-министр Афганистана. В этот период в стране ухудшилось экономическое положение (из-за засухи), активизировались протестные студенческие выступления, усилился конфликт правительства и парламента. Правительство не смогло справиться с этими проблемами и ушло в отставку. В марте 1972 года посещал СССР с официальным визитом.
- В 1973 — посол в Индии. В том же году, после свержения монархии, покинул государственную службу.

## Семья
Отец четверых детей.
- Брат — Абду-л-Каюм (Абдул Каюм), получил в США степень доктора в области педагогики. При королевском режиме был министром связи, внутренних дел, заместителем премьер-министра и министром образования.
- Сын — Ахмад Захир (1947—1979) — популярный певец, погиб в автомобильной катастрофе (по одной из версий, организованной одним из лидеров Народно-демократической партии Афганистана Хафизуллой Амином).
- Сын — Асеф Захир (1932—2000) — министр восстановления и развития сельских районов (1980-е годы), посол в Кувейте (1989—1992) и Италии (1992—1993). После ухода с дипломатической службе жил в Пешаваре (Пакистан), выступал за мир в Афганистане, участвуя в деятельности политической группы «Афганское национальное движение».